# Seemayer Vilmos
Seemayer Vilmos (1879 – Budapest, 1940. május 24.) geológus, néprajzkutató, népzenegyűjtő, múzeumi teremőr.

## Élete
Seemayer Károly és Melkuhn Mária fia. Az első világháborúban megsebesült, majd századosi rangban a somorjai hadifogolytábor parancsnoka volt. Az ő ötlete volt a művészi hajlamú orosz hadifoglyok fa emléktárgyak készítésére való fogása.
1929-ben ásatást végzett a miskolci Pfliegler-villa területén. Később elsősorban a magyar népi építkezés terén végzett kutatásokat. Néprajzi megfigyeléseket és népdalgyűjtéseket is végzett. Ezt Bartók Béla is felhasználta.
Mint geológus bejárta főként Borsod, Zala és Somogy megyék falvait. Közben a természettudós éles szemével kutatta fel a néprajzi tárgyakat, melyek feldolgozása csendes magányban töltött élete végén egyetlen célja volt. Ennek a nemes célnak áldozta idejét. 1938-tól haláláig tagja volt a Magyar Néprajzi Társaság fővárosi választmányának.

## Művei
- 1929 Ásatási dokumentáció a Miskolc, Avasi kőbánya ásatásról[3]
- 1933 Népzenei gyűjtés Borsod megyében. Ethnographia.
- 1934 Régi tüzelőberendezések Dél-Zalában és Belső-Somogyban. Néprajzi Értesítő.
- 1935 Pajtáskertek Nemespátrón. Néprajzi Értesítő.
- 1935 Régi szüret a Boni hegyen Zala megyében. Néprajzi Értesítő.
- 1935 Adatok népi táncaink ismeretéhez. Ethnographia.
- 1936 A régi lakodalom Nemespátrón. Ethnographia.
- 1937 Énekes népszokások Somogy és Zala vármegyékben. Ethnographia.
- 1938 Ludvérc-babonák Zala és Somogy vármegyékből. Ethnographia.
- 1938 Mátyás király és a molnárlány. Ethnographia.